# 平江不肖生
平江不肖生（1889年—1957年），本名向逵，字愷然，早期使用筆名不肖生，後因生於湖南平江，後以平江不肖生廣為人知。中国小说家，「鸳鸯蝴蝶派」代表作家之一。

## 生平
兩度赴日本留學，好習武術，1911年開始小說創作，處女作《拳經講義》刊登於《長沙日報》，留日歸國後著有《留東外史》。1923年開始發表武俠小說，一生作品共十四部。1957年腦溢血病逝。

## 著作
《江湖奇俠傳》和《近代俠義英雄傳》為其代表作。《江湖奇俠傳》為電影《火燒紅蓮寺》的題材，一共拍攝十八集。另有《玉玦金環錄》（又名《江湖大俠傳》）、《半夜飛頭記》、《江湖怪異傳》、《現代奇人傳》、《煙花女俠》等。